# 切萨雷·加比亚
切萨雷·加比亚（義大利語：Cesare Gabbia，1992年5月6日—），意大利男子赛艇运动员。他曾代表意大利参加美国萨拉索塔举行的2017年世界赛艇锦标赛，获得男子八人单桨有舵手铜牌。